# Pakis (Sale)
Pakis is een bestuurslaag in het regentschap Rembang van de provincie Midden-Java, Indonesië. Pakis telt 1181 inwoners (volkstelling 2010).